# Hookeria patrisiae
Hookeria patrisiae là một loài Rêu trong họ Hookeriaceae. Loài này được (Brid.) Hampe mô tả khoa học đầu tiên năm 1844.